# Karneval in Texas
Karneval in Texas ist ein US-amerikanisches Filmmusical aus dem Jahr 1951 von Charles Walters mit Esther Williams und Red Skelton in den Hauptrollen. Der Film wurde von Metro-Goldwyn-Mayer nach einer Originalstory von Dorothy Kingsley und George Wells produziert.

## Handlung
Cornie Quinnell und Debbie Telford betreiben erfolglos einen Spielstand auf einem Jahrmarkt in Texas. Als Cornie für Debbie einen Hamburger besorgen will, trifft er auf den betrunkenen Rancher Dan Sabinas und bewahrt ihn davor, bei einem Hammer-und-Nagel-Spiel betrogen zu werden. Cornie bringt Dan zu einem Taxi und verspricht ihm, sich um seinen Wagen zu kümmern. Dan fährt jedoch nicht in sein Hotel, er will sich nach Mexiko fahren lassen. Nach einer Konfrontation mit dem verärgerten Spielebetreiber bringen Cornie und Debbie den teuren Wagen des Ranchers zum Hotel. Dort werden sie für Dan und dessen Schwester Marilla gehalten.
Während sich Cornie auf die Suche nach Dan macht, erregt Debbie am Pool Aufmerksamkeit. Auch hier wird sie für Marilla Sabinas, die reichste Frau von Texas, gehalten. Slim Shelby, Dans Vorarbeiter, erkennt die Situation, dennoch gibt er vor, Dan und Marilla nicht zu kennen, da er sich zu Debbie hingezogen fühlt. Als Cornie realisiert, dass er für Dan gehalten wird, beschließt er, den Luxus bis zu Dans Rückkehr zu genießen. Die immer noch hungrige Debbie erleidet einen Schwächeanfall und fällt in den Pool. Slim rettet sie, erzählt ihr aber immer noch nicht, dass er weiß, dass sie nicht Marilla ist. Slim bringt sie zur Suite der Sabinas. Der Hotelarzt untersucht sie und verordnet, dass sie etwas essen muss. So kommt Debbie in den Genuss eines exquisiten Menüs. Während Debbie sich Sorgen macht, ist Cornie von dem neuen Leben begeistert. Er überzeugt Debbie, bis zu Dans Rückkehr zu warten und dann alles aufzuklären. Cornie begegnet dem Ölmillionär Sheriff Jackson, der ihn mit seiner Tochter Sunshine bekannt macht. Die ausgelassene junge Frau findet Gefallen an Cornie und verbringt den Nachmittag mit ihm. Als Cornie zu Debbie zurückkehrt, gesteht er ihr, dass er auf einer Spritztour mit Sunshine Dans Wagen beschädigt hat. Slim erscheint, um Debbie zu einem Bankett zu begleiten, das zu Ehren Marillas abgehalten wird. Zwar ist Debbie nervös, doch langsam verliebt sie sich in Slim.
Am nächsten Morgen will Cornie Sunshine und ihrem Vater aus dem Weg gehen. Er steigt bei einem Pokerspiel ein mit Geleebohnen als Einsatz, die jedoch, was Cornie erst später herausfindet, für jeweils 1.000 Dollar stehen. Der Spieler Tex Hodgkins bittet ihn, mit einem Scheck über 17.000 Dollar für seine Spielschulden zu bürgen. Gleichzeitig bringt er Cornie dazu, einem Rennen mit Pferdegespannen zuzustimmen. Nachdem Cornie Debbie alles erzählt hat, will diese sofort die Flucht ergreifen. In der Hotellobby sehen sie, wie Tex und andere Spieler einen Mann behandeln, der seine Wettschuld von 1,72 Dollar nicht bezahlen kann. Nun wollen sie das Rennen doch gewinnen. Am Abend macht Slim Debbie einen Antrag, die daraufhin wegläuft.
Am nächsten Morgen erscheint ein verkaterter aber nüchterner Dan im Hotel. In seiner Suite wollen ihm Cornie und Debbie alles erklären, doch der mürrische Dan kann sich an Cornie nicht mehr erinnern. Debbie schlägt vor, Dan wieder betrunken zu machen, doch letztendlich ist es Cornie, der betrunken einschläft. In der Zwischenzeit versucht Dan, Jackson davon zu überzeugen, dass er der echte Dan Sabinas sei, wird aber von Jackson für einen Betrüger gehalten. Kurz vor dem Start des Rennens versucht Debbie, Cornie wieder zu sich zu bringen. Marilla erscheint und erkennt durch Slim die Situation. Nach Debbies Erklärung ist sie bereit, die Sache ihrem Bruder gegenüber aufzuklären, wenn Cornie das Rennen gewinnt. Cornie ist immer noch volltrunken, schafft es aber, trotz aller Schwierigkeiten, das Rennen zu gewinnen.
Einige Zeit später sind Cornie und Debbie zurück an ihrem erfolglosen Stand. Slim und Sunshine erscheinen und schließen glücklich Debbie bzw. Cornie in die Arme.

## Produktion

### Hintergrund
Gedreht wurde der Film vom 2. Februar bis Ende März 1951 in Beverly Hills sowie in den MGM-Studios in Culver City.

### Stab
Cedric Gibbons und William Ferrari oblag die künstlerische Leitung. F. Keogh Gleason und Edwin B. Willis waren für das Szenenbild zuständig, Helen Rose für die Kostüme, William Tuttle und John Truwe für das Maskenbild. Verantwortlicher Toningenieur war Douglas Shearer. A. Arnold Gillespie und Warren Newcombe schufen die Spezialeffekte.

### Besetzung
In einer kleinen nicht im Abspann erwähnten Nebenrollen trat Bess Flowers auf. Ebenfalls unerwähnt blieben John Maxwell als Hotelarzt und Regis Parton als Wettschuldner.
Einen Gastauftritt hatte der Bandleader Red Norvo.

### Musik
Folgende Songs wurden im Film gespielt:
- Young Folk Should Get Married, Whoa, Emma!, It's Dynamite und Cornie's Pitch von Harry Warren und Dorothy Fields
- Deep in the Heart of Texas von Don Swander und June Hershey

Albert Richard Sendrey leitete das Orchester, Hermes Pan choreografierte die Musicalnummern.

## Veröffentlichung
Die Premiere des Films fand am 5. Oktober 1951 statt. In der Bundesrepublik Deutschland kam er am 2. Oktober 1952 in die Kinos, in Österreich im Dezember 1952.

## Kritiken
Der Filmkritiken-Aggregator Rotten Tomatoes hat in einer Auswertung ein Publikumsergebnis von 17 Prozent positiver Bewertungen ermittelt.
Das Lexikon des internationalen Films schrieb: „Groteske musikalische Komödie, einfallsreich inszeniert und gut gespielt; beschwingt-ausgelassene Unterhaltung mit Pfiff.“
Die Filmzeitschrift Cinema zog das Fazit: „Extrem harmloser Technicolor-Spaß.“
Mildred Martin schrieb im Philadelphia Enquirer, die Geschichte sei aufrichtig lustig und Williams und Skelton seien ein entzückendes Gespann.